# Joachim Murat (1973)
Pour les articles homonymes, voir Joachim Murat (homonymie).
Joachim Charles Napoléon Murat, prince de Pontecorvo, né le 3 mai 1973 à Neuilly-sur-Seine (Hauts-de-Seine), est un aristocrate français, fils aîné du chef de la maison Murat.

## Famille
Le prince Joachim est le fils de Joachim Louis Napoléon Murat (1944), 8e prince Murat, et de Laurence Marie Gabrielle Mouton. 
Il est le descendant, à la septième génération, du maréchal Joachim Murat (1767-1815), grand-duc de Berg puis roi de Naples, et de son épouse Caroline Bonaparte (1782-1839), sœur de l’empereur Napoléon Ier.

## Biographie

### Scolarité et carrière
Joachim Murat dit avoir été scolarisé dans un collège d'enseignement secondaire dans la zone de Persan-Beaumont.
Joachim Murat a travaillé cinq ans comme maître de cirque. Il est diplômé en droit et en sciences politiques. Il a également été militaire de carrière dans les unités parachutistes, et a combattu lors de la guerre du Kosovo.
Il intègre, comme enquêteur, le Comité contre l'esclavage moderne, organisation spécialisée dans la lutte contre le trafic des êtres humains et l’esclavage domestique. Ancien conseiller au ministère du Commerce extérieur de la France entre 2013 et 2018, il travaille, en 2021, comme cadre dans une société spécialisée en informatique.
Il est le parrain du fils de Georges Mikhaïlovitch Romanov.

### Prises de position et engagement en politique
Lors d'un colloque de l'Action française en 2023, il se déclare bonapartiste et républicain et dit appeler de ses vœux un Troisième Empire (en succession au Second Empire). Il critique le monarchisme, arguant que la Monarchie espagnole n'empêche pas que « dans les écoles en Catalogne, on apprend aux enfants à se masturber dès l'âge de 5 ans ; c'est encouragé par l'autorité catalane chargée de l'éducation. En quoi la monarchie est-elle utile dans ce cas là ? ». Sans renier son héritage impérial, il se déclare également gaulliste.
Joachim Murat participe aux Rencontres de la Souveraineté qui se tiennent à Nîmes les 23 et 24 septembre 2023 à l'initiative des partis Oser la France et République souveraine,,. 
Le prince Joachim Murat se présente, en position éligible, aux élections européennes de 2024, sur la liste souverainiste « Nous le Peuple » conduite par Georges Kuzmanovic,.
Le 14 mai 2025, le premier livre du prince Joachim Murat paraît dans toutes les librairies de France. Napoléon III, l'incompris, est un essai politico-historique, écrit avec l'économiste Olivier Pastré, qui vise à réhabiliter la mémoire de l'empereur Napoléon III.

### Vie privée
Il a une fille, née hors-mariage, prénommée Elisa.
Il épouse civilement le 5 mars 2021, à la mairie du 10e arrondissement de Paris, Yasmine Lorraine Briki (née le 23 février 1982 à Annaba en Algérie), en présence du grand-duc Georges de Russie, du diplomate Jean-Christophe Iseux von Pfetten (en), de l'homme d'affaires Laurent Dassault et du collectionneur Louis-Sampion Bouglione, entre autres mais en comité restreint, en raison des mesures sanitaires de gestion de la pandémie de Covid-19.

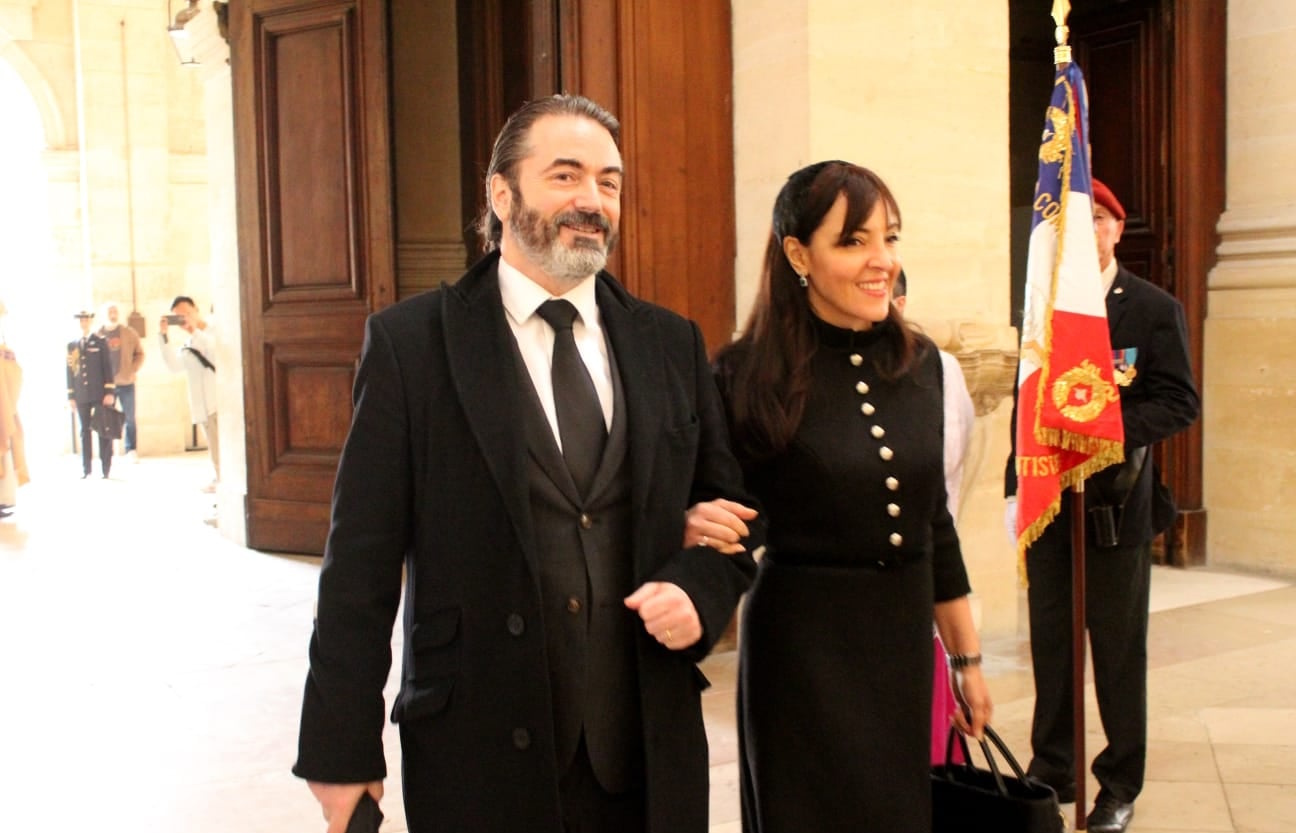
Le prince Joachim Murat et la princesse Yasmine Murat aux Invalides pour la cérémonie annuelle en hommage à l'empereur Napoléon Ier et aux soldats morts pour la France, le 5 mai 2024.

Au moment de leur rencontre, Yasmine Briki, qui est diplômée en sciences politiques, est l'éditrice d'un magazine et think tank en ligne, et une cavalière confirmée, membre du Polo de Paris. La princesse Yasmine Murat travaille aujourd'hui comme chargée des partenariats d'un grand groupe français, et illustre également des livres pour enfants au côté de sa sœur, la journaliste et traductrice littéraire Nesrine Briki, avec qui elle codirige la collection jeunesse « Les Contes de la Science ». La princesse Yasmine Murat est également depuis 2022 la présidente du jury du Grand prix du rayonnement français, succédant à cette fonction à Joëlle Garriaud-Maylam, sénatrice des Français établis hors de France.
La princesse Yasmine est, par ailleurs, de nationalité algérienne, (ou descendrait des Al Breiiki,,, gardiens de la ville sainte de Shabwa et fondateurs de la principauté yéménite Al Breik [1751-1866, conquise par le sultanat Al Qu'aiti] en Hadramaout,, région au sud-est du Yémen ; à ce jour, aucun document officiel ne permet d’attester cette ascendance évoquée par de nombreux chroniqueurs).
Ils ont un fils, le prince Joachim Georges Laurent Napoléon Murat, né le 3 août 2021 et baptisé à Paris le 12 décembre 2021, en la cathédrale Saint-Louis-des-Invalides, avec une dizaine de parrains et marraines.
Ils se sont mariés religieusement le 22 octobre 2022, en la cathédrale Saint-Louis des Invalides.

## Titulature et décorations

### Titulature
- Son Altesse Royale le prince Joachim Murat, prince de Pontecorvo (naissance).

Le 5 décembre 1812, Napoléon élève, par décret impérial, son neveu Lucien, déjà prince de Naples et fils cadet de Joachim Murat, au titre de prince de Pontecorvo. Ses héritiers portent depuis le titre de prince Murat. Le titre de prince de Pontecorvo est encore utilisé de nos jours, comme titre de courtoisie, par l’héritier du prince Murat, chef de la maison Murat.

### Décorations
- Croix du combattant[4]
- Commandeur de l'ordre royal des Deux-Siciles (maison Murat)[31],[14]
- Grand-croix de l'ordre de Saint-Stanislas (maison impériale de Russie, 1er octobre 2021)[31],[14],[32]

### Quartiers du prince
|  |                                                               |  |  |  |  |  |  |  |  |  |  |  |  |  |  |  |
|  | 8. Joachim Murat (1885-1938), Prince Murat                    |  |  |  |  |  |  |  |  |  |  |  |  |  |  |  |
|  |                                                               |  |  |  |  |  |  |  |  |  |  |  |  |  |  |  |
|  |                                                               |  |  |  |  |  |  |  |  |  |  |  |  |  |  |  |
|  | 4. Joachim Murat (1920-1944), Prince Murat                    |  |  |  |  |  |  |  |  |  |  |  |  |  |  |  |
|  |                                                               |  |  |  |  |  |  |  |  |  |  |  |  |  |  |  |
|  |                                                               |  |  |  |  |  |  |  |  |  |  |  |  |  |  |  |
|  | 9. Louise Plantié (1891-1978)                                 |  |  |  |  |  |  |  |  |  |  |  |  |  |  |  |
|  |                                                               |  |  |  |  |  |  |  |  |  |  |  |  |  |  |  |
|  |                                                               |  |  |  |  |  |  |  |  |  |  |  |  |  |  |  |
|  | 2. Joachim Murat (1944), Prince Murat                         |  |  |  |  |  |  |  |  |  |  |  |  |  |  |  |
|  |                                                               |  |  |  |  |  |  |  |  |  |  |  |  |  |  |  |
|  |                                                               |  |  |  |  |  |  |  |  |  |  |  |  |  |  |  |
|  | 10. Jean Pastré (1888-1960), Comte Pastré                     |  |  |  |  |  |  |  |  |  |  |  |  |  |  |  |
|  |                                                               |  |  |  |  |  |  |  |  |  |  |  |  |  |  |  |
|  |                                                               |  |  |  |  |  |  |  |  |  |  |  |  |  |  |  |
|  | 5. Nicole Pastré (1921-1982)                                  |  |  |  |  |  |  |  |  |  |  |  |  |  |  |  |
|  |                                                               |  |  |  |  |  |  |  |  |  |  |  |  |  |  |  |
|  |                                                               |  |  |  |  |  |  |  |  |  |  |  |  |  |  |  |
|  | 11. Marie-Louise « Lily » Double de Saint-Lambert (1891-1974) |  |  |  |  |  |  |  |  |  |  |  |  |  |  |  |
|  |                                                               |  |  |  |  |  |  |  |  |  |  |  |  |  |  |  |
|  |                                                               |  |  |  |  |  |  |  |  |  |  |  |  |  |  |  |
|  | 1. Joachim Murat (1973), Prince de Pontecorvo                 |  |  |  |  |  |  |  |  |  |  |  |  |  |  |  |
|  |                                                               |  |  |  |  |  |  |  |  |  |  |  |  |  |  |  |
|  |                                                               |  |  |  |  |  |  |  |  |  |  |  |  |  |  |  |
|  | 12. Félix Mouton (1876-1968)                                  |  |  |  |  |  |  |  |  |  |  |  |  |  |  |  |
|  |                                                               |  |  |  |  |  |  |  |  |  |  |  |  |  |  |  |
|  |                                                               |  |  |  |  |  |  |  |  |  |  |  |  |  |  |  |
|  | 6. Roger Mouton (1916-2014)                                   |  |  |  |  |  |  |  |  |  |  |  |  |  |  |  |
|  |                                                               |  |  |  |  |  |  |  |  |  |  |  |  |  |  |  |
|  |                                                               |  |  |  |  |  |  |  |  |  |  |  |  |  |  |  |
|  | 13. Yolande Foye (1883-1978)                                  |  |  |  |  |  |  |  |  |  |  |  |  |  |  |  |
|  |                                                               |  |  |  |  |  |  |  |  |  |  |  |  |  |  |  |
|  |                                                               |  |  |  |  |  |  |  |  |  |  |  |  |  |  |  |
|  | 3. Laurence Mouton (1945)                                     |  |  |  |  |  |  |  |  |  |  |  |  |  |  |  |
|  |                                                               |  |  |  |  |  |  |  |  |  |  |  |  |  |  |  |
|  |                                                               |  |  |  |  |  |  |  |  |  |  |  |  |  |  |  |
|  | 14. Jean-Maurice Luquet (1888-1957)                           |  |  |  |  |  |  |  |  |  |  |  |  |  |  |  |
|  |                                                               |  |  |  |  |  |  |  |  |  |  |  |  |  |  |  |
|  |                                                               |  |  |  |  |  |  |  |  |  |  |  |  |  |  |  |
|  | 7. Marie Luquet (1921-1994)                                   |  |  |  |  |  |  |  |  |  |  |  |  |  |  |  |
|  |                                                               |  |  |  |  |  |  |  |  |  |  |  |  |  |  |  |
|  |                                                               |  |  |  |  |  |  |  |  |  |  |  |  |  |  |  |
|  | 15. Efimie Vlassopoulos (1898-1973)                           |  |  |  |  |  |  |  |  |  |  |  |  |  |  |  |
|  |                                                               |  |  |  |  |  |  |  |  |  |  |  |  |  |  |  |
|  |                                                               |  |  |  |  |  |  |  |  |  |  |  |  |  |  |  |

## Publications
- (avec Olivier Pastré), Napoléon III, l'incompris, Paris, Odile Jacob, 224 p., 2025  (ISBN 2415012394)